# مصطفى الجمل
مصطفى محمد هشام الجمل (مواليد 1 أكتوبر 1988 بالجيزة)، هو رياضي مصري. شارك مع منتخب مصر في رمي المطرقة في دورة الألعاب الأولمبية الصيفية 2012.
أفضل أرقام مصطفي الجمل هي مسافة 81.27 متر، وهو الرقم القياسي الذي حققه في شهر مارس عام 2014.

## سجل المنافسة
| العام    | المسابقة                              | المكان               | المركز   | ملاحظة              |                                                      |
| يمثل مصر | يمثل مصر                              | يمثل مصر             | يمثل مصر | يمثل مصر            | يمثل مصر                                             |
| -------- | ------------------------------------- | -------------------- | -------- | ------------------- | ---------------------------------------------------- |
| 2007     | African Junior Championships ‏         | واغادوغو             | 1st      | Hammer throw (6 kg) | 66.36 m                                              |
| 2008     | بطولة أفريقيا لألعاب القوى            | أديس أبابا           | 2nd      | Hammer throw        | 69.70 m ‏                                             |
| 2010     | بطولة أفريقيا لألعاب القوى            | نيروبي               | 3rd      | Hammer throw        | 71.40 m ‏                                             |
| 2011     | بطولة العالم لألعاب القوى             | دايغو                | 30th (q) | Hammer throw        | 68.38 m [الإنجليزية]                                 |
| 2011     | All-Africa Games [الإنجليزية]         | مابوتو               | 1st      | Hammer throw        | 74.76 m ‏                                             |
| 2011     | دورة الألعاب العربية                  | الدوحة               | 2nd      | Hammer throw        | نتائج ألعاب القوى في دورة الألعاب العربية 2011       |
| 2012     | بطولة أفريقيا لألعاب القوى            | بورتو نوفو           | 3rd      | Hammer throw        | 73.81 m ‏                                             |
| 2012     | الألعاب الأولمبية الصيفية             | لندن, United Kingdom | 29th (q) | Hammer throw        | رمي المطرقة في الألعاب الأولمبية الصيفية 2012 - رجال |
| 2013     | Mediterranean Games [الإنجليزية]      | مرسين                | 1st      | Hammer throw        | 76.68 m ‏                                             |
| 2013     | Islamic Solidarity Games [الإنجليزية] | فلمبان               | 1st      | Hammer throw        | 77.73 m ‏                                             |
| 2014     | بطولة أفريقيا لألعاب القوى            | مراكش                | 1st      | Hammer throw        | 79.09 m ‏                                             |
| 2014     | Continental Cup [الإنجليزية]          | مراكش                | 2nd      | Hammer throw        | 78.89 m ‏                                             |
| 2015     | بطولة العالم لألعاب القوى             | بكين                 | 7th      | Hammer throw        | 76.81 m [الإنجليزية]                                 |
| 2015     | African Games [الإنجليزية]            | برازافيل             | 1st      | Hammer throw        | 74.92 m ‏                                             |
| 2018     | بطولة أفريقيا لألعاب القوى 2018 ‏      | أسابا                | 1st      | Hammer throw        | 73.50 m ‏                                             |
| 2019     | African Games ‏                        | الرباط               | 1st      | Hammer throw        | 72.50 m ‏                                             |
| 2019     | بطولة العالم لألعاب القوى             | الدوحة               | 30th (q) | Hammer throw        | 70.45 m ‏                                             |

## روابط خارجية
- نبذة عن مصطفى الجمل  على موقع الاتحاد الدولي لألعاب القوى